# Survival of the Sickest
Survival of the Sickest è il quarto album in studio del gruppo musicale statunitense Saliva, pubblicato nel 2004.

## Tracce
1. Rock & Roll Revolution
2. Bait & Switch
3. One Night Only
4. Survival of the Sickest
5. No Regrets (Volume 2)
6. Two Steps Back
7. Open Eyes
8. "Fuck All Y'All
9. I Want You
10. Carry On
11. Razor's Edge (con Brad Arnold dei 3 Doors Down)
12. No Hard Feelings
13. One Second of Silence
14. Sex, Drugs, & Rock N' Roll

## Singoli
- "Survival of the Sickest", pubblicato nel luglio 2004.
- "Razor's Edge", distribuito nel novembre 2004.

## Posizioni in classifica
Album
| Anno | Hit parade        | Posizione |
| ---- | ----------------- | --------- |
| 2004 | The Billboard 200 | #20       |

Singoli
| Anno | Singolo                   | Hit parade             | Posizione |
| ---- | ------------------------- | ---------------------- | --------- |
| 2004 | "Survival of the Sickest" | Mainstream Rock Tracks | #6        |
| 2004 | "Survival of the Sickest" | Modern Rock Tracks     | #22       |
| 2004 | "Razor's Edge"            | Mainstream Rock Tracks | #17       |